# Petite-Ferme du cap Tourmente
La Petite-Ferme-du-cap-Tourmente est un lieu historique national du Canada, dans la municipalité de Saint-Joachim au Québec. Situé là où le fleuve Saint-Laurent rencontre le grand marais côtier et la plaine intertidale, ce site, habité depuis plus de 2 000 ans, fait partie d'un réseau de sites paléo-historiques des plaines du cap Tourmente. La Petite-Ferme est une composante de la Réserve nationale de faune du cap Tourmente.

## Histoire[1]

### Période paléohistorique
Avant la colonisation européenne du Québec, le cap Tourmente était appelé « Ajoasté » par les Iroquoiens du Saint-Laurent. Des fouilles archéologiques exécutées au début des années 1990 révélèrent dans les basses terres du cap Tourmente la présence de maisons longues iroquoises typiques. D'après la datation des vestiges trouvés, on estime que leur présence remonte au XIIIe siècle et peut-être plus tôt, au tournant du millénaire. Ces premiers habitants du lieu seront approchés par l'explorateur Jacques Cartier lors de son passage.

Le nom de « cap Tourmente » apparaît pour la première fois en 1608 sous la plume de l'explorateur Samuel de Champlain qui notait ainsi la propension des eaux du fleuve Saint-Laurent à s'agiter sous le vent à cet endroit :

« De l'isle aux Couldres costoyans la coste, fusme à un cap, que nous avons nommé le Cap de Tourmente, qui en est à sept lieues, et l'avons ainsi appelé, d'autant que pour peu qu'il face de vent, la mer y esleve comme si elle estaoit pleine,… »

### La ferme de Champlain
Les fouilles archéologiques ont également mis au jour les vestiges d'une ferme établie par Champlain. L'abondance et la qualité du fourrage des lieux n'étaient pas passées inaperçues et dès 1623 on y exploitait déjà cette ressource. Ce n'est que trois ans plus tard, en 1626, qu'on y érige une ferme. L'une des premières exploitations agricoles de la Nouvelle-France, elle avait pour fonction d'assurer la subsistance de la nouvelle colonie établie à Québec. Les bâtiments étaient d'architecture paysanne traditionnelle normande. Construits en colombage bousillé avec un toit de chaume, ils représentent l'un des rares exemples de ce type de construction en Amérique, hérité directement du Moyen Âge.
L'exploitation fut toutefois de courte durée. Deux ans plus tard, en juillet 1628, des hommes de frères Kirke saccagèrent et mirent le feu aux bâtiments dans le but d'affamer la colonie qu'il ne pouvaient prendre autrement. Il s'ensuit une longue période d’inoccupation de plus de trois décennies. Dans les années 1660, entre Cap-Rouge et le Cap Tourmente est ouvert le premier tronçon du Chemin du Roy.

### La ferme du Séminaire de Québec (1664-1969)
Vers 1664, François de Laval acquiert la seigneurie de Beaupré, territoire incluant le cap Tourmente, afin d'en faire des terres agricoles vouées à l'approvisionnement du Séminaire de Québec. Jusqu'au milieu du XXe siècle, l'agriculture et l'élevage du bétail, en plus de la chasse en saison, constitueront l'activité essentielle des lieux.
Deux fermes y seront d'abord érigées : la Petite-Ferme et la Grande-Ferme. À la suite de leur destruction par les Anglais en 1759, ces deux exploitations agricoles seront subdivisées en plusieurs établissements plus petits. Les subdivisions de la Grande-Ferme seront localisées à l'extérieur du territoire actuel de la réserve. La Petite-Ferme partagera son terrain d'origine avec trois autres sur le territoire de la réserve : la Ferme de la Friponne, la Ferme du bout du cap (ou la Ferme du Cap Tourmente) et la Ferme Chevalier. La Grande-Ferme, reconstruite en 1866 et reconnue monument historique par le Ministère de la culture et des communications du Québec le 28 juillet 1975, est située à environ 2 km à l'est de l'entrée de la réserve,,.
De 1747 à 1760, Joseph-Michel Cadet, dit Caddé, devient le nouveau contremaître à la Petite-Ferme. Il est nommé « Boucher du Roi » et « munitionnaire général de la Nouvelle-France » ce qui lui donne la responsabilité de fournir en matériel et équipement la colonie et le Roi. Il devient rapidement l'homme le plus riche de la Nouvelle-France, ce qui lui vaut un bannissement de neuf ans: on découvre qu'il vendait à un prix démesuré au Roi en partageant les profits avec l'intendant François Bigot et nuisant ainsi aux intérêts de la colonie.
La ferme de la Friponne est construite entre 1750 et 1752 sur les berges de la rivière qui porte aujourd'hui ce nom. Son premier contremaître est un Charlesbourgeois nommé Charles Guilbaut. La maison des Français, qui subsiste toujours, faisait partie de la ferme de la Friponne. Le bâtiment servit probablement au cours de son existence de laiterie, de lavoir, de forge, de fournil et peut-être d'habitation.
Lors de l'invasion de la colonie par les Britanniques en 1759, les soldats du général James Wolfe, après que leurs navires aient jeté l'ancre dans la région, incendièrent et détruisirent les fermes et les terres agricoles dont les bâtiments du cap Tourmente. Dès 1760, les deux fermes sont reconstruites. En 1786, la ferme du bout du cap est aménagée avec ses dépendances. Lorsque les fermiers qui l'habitent la quittent, elle devient un camp pour les pêcheurs d'anguilles du Séminaire. La ferme Chevalier, quant à elle, dont l'histoire est moins connue, fut démolie pierre par pierre pour permettre la construction de la maison d'un médecin de la région à Saint-Ferréol-les-Neiges.

En 1934, l'électricité devient pour la première fois accessible au cap Tourmente et à la Petite-Ferme. En 1940, c'est la ferme de la Friponne qui subit un incendie; elle ne sera pas reconstruite et ses terres demeureront en friche comme pâturage. Le Centre d'interprétation de la réserve est situé à proximité de la ferme, dont ne subsiste qu'un petit bâtiment, la Maison des Français. La ferme du bout du cap subira le même sort vers la fin des années 1950.

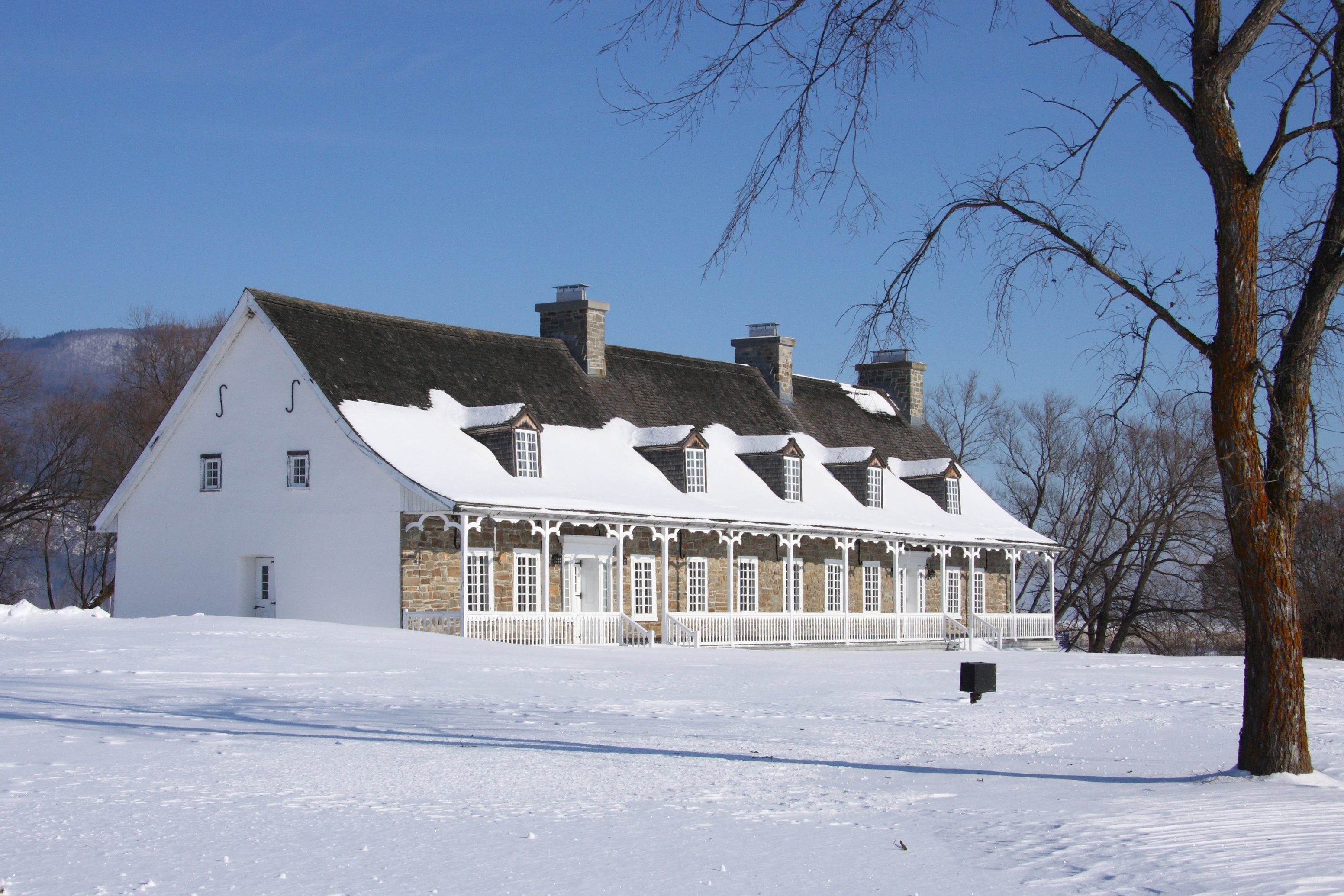
La Petite Ferme qui abrite les bureaux administratifs de la réserve
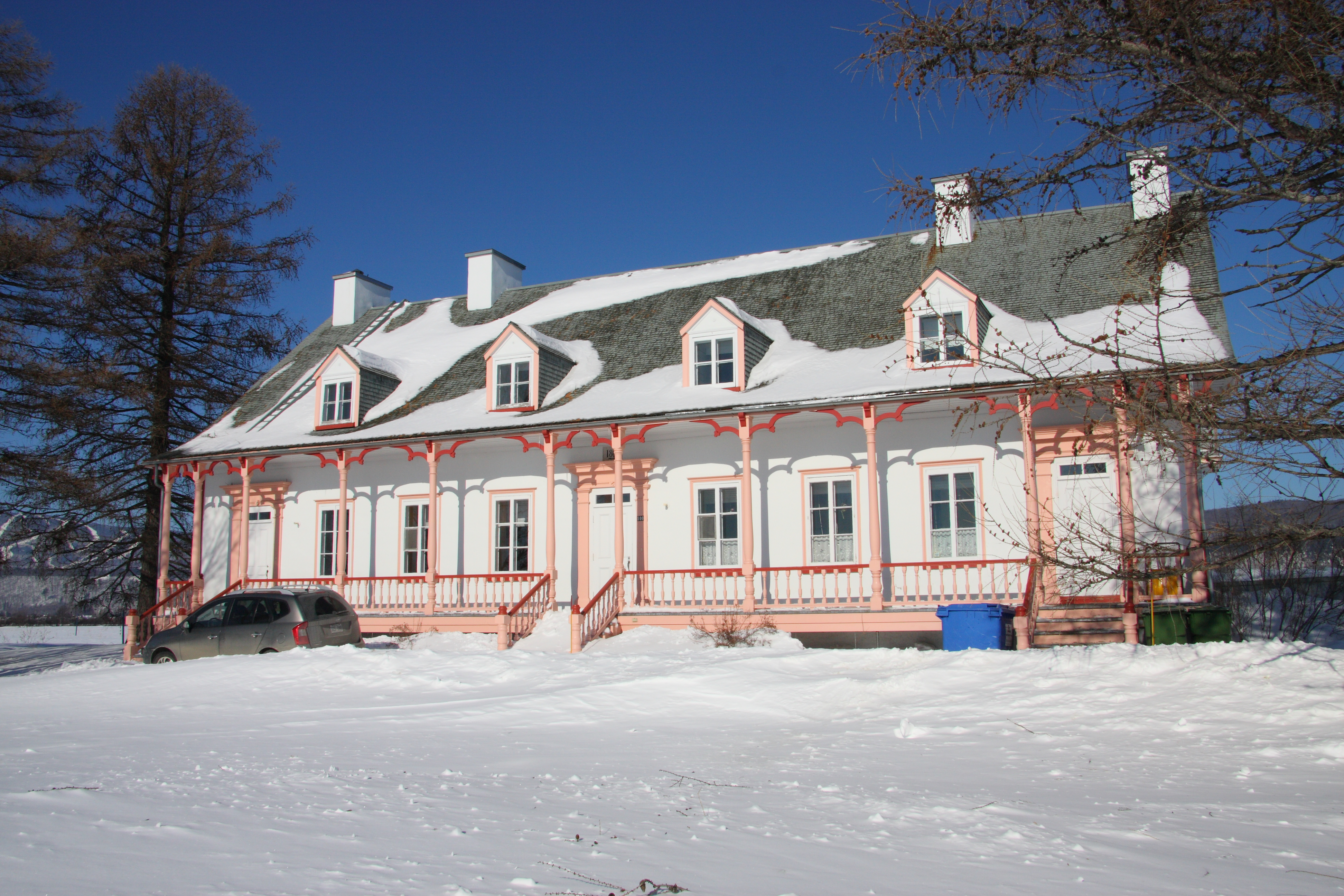
La Grande Ferme à proximité de la réserve
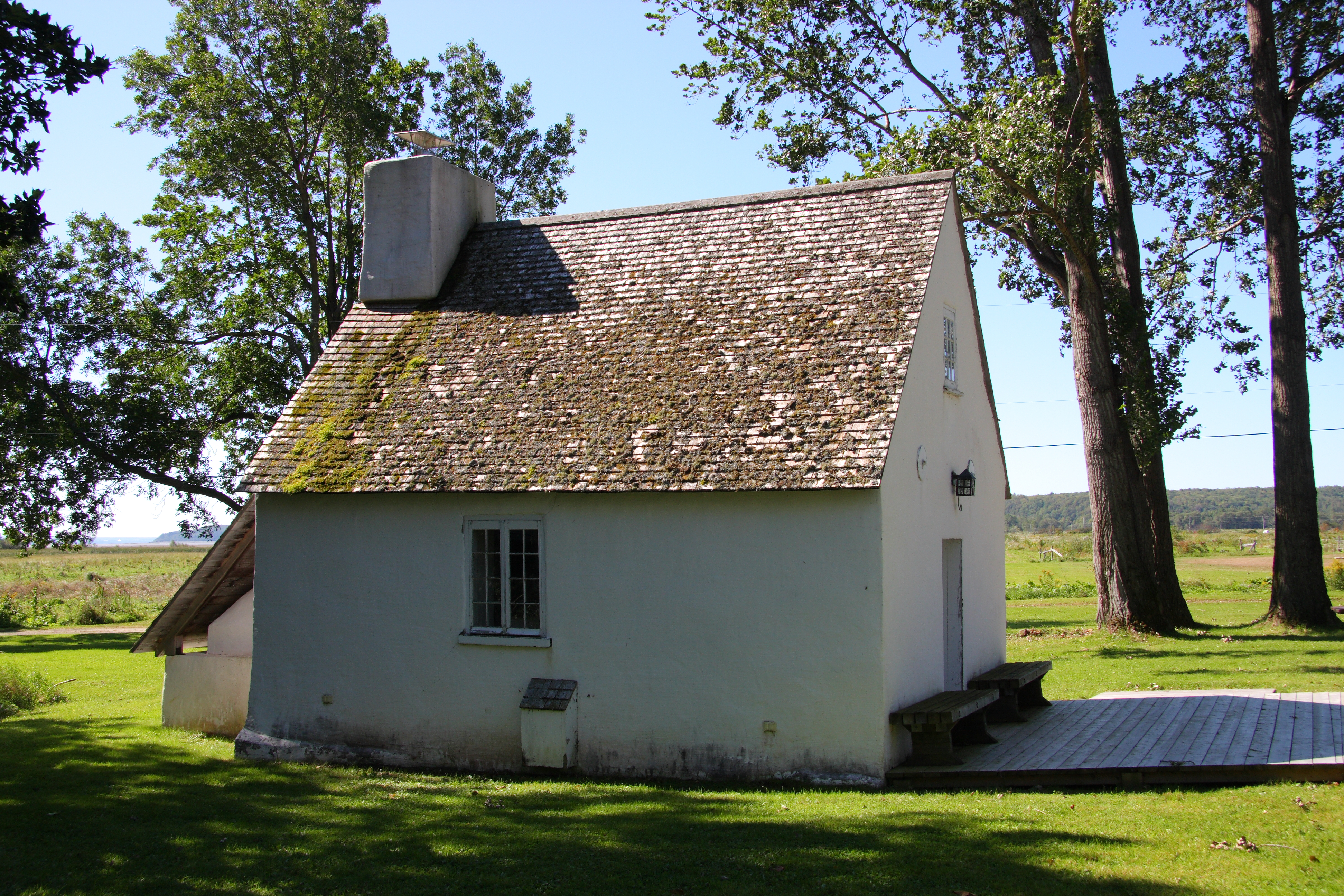
La maison des Français, construite au milieu du XVIIIe siècle.